# Aris FC
PAE Aris Saloniki (nowogr. ΠΑΕ Άρης Θεσσαλονίκης) – grecki klub sportowy z siedzibą w Salonikach, założony w 1914 roku, trzykrotny mistrz Grecji, wielokrotnie występował w europejskich pucharach, w sezonie 2004/2005 spadł do 2. ligi, jednak po roku awansował. Obecnie występuje w rozgrywkach Superleague Ellada.
Klub posiada również sekcję koszykówki, znaczącą w lidze greckiej.

## Skład na sezon 2024/2025
Stan na dzień: 10 września 2024 roku
| Nr | Poz. | Piłkarz           |
| -- | ---- | ----------------- |
| 3  | OB   | Fabiano Leismann  |
| 4  | OB   | Fran Vélez        |
| 5  | PO   | José Cifuentes    |
| 6  | PO   | Manu Garcia       |
| 7  | NA   | Pione Sisto       |
| 8  | PO   | Monchu            |
| 9  | NA   | Álvaro Zamora     |
| 10 | PO   | Janis Fetfadzidis |
| 11 | NA   | Kike Saverio      |
| 14 | OB   | Jakub Brabec      |
| 16 | PO   | Vladimír Darida   |
| 17 | OB   | Martin Frýdek     |
| 18 | OB   | Valentino Fattore |

| Nr | Poz. | Piłkarz                  |
| -- | ---- | ------------------------ |
| 20 | BR   | Filip Sidklev            |
| 21 | PO   | Rubén Pardo              |
| 22 | OB   | Hugo Mallo               |
| 23 | BR   | Julián Cuesta (kapitan)  |
| 27 | PO   | Juankar                  |
| 30 | PO   | Jean Jules               |
| 33 | OB   | Martín Montoya           |
| 41 | NA   | Georgios Agorastos       |
| 77 | NA   | Michalis Panagidis       |
| 80 | NA   | Loren Morón              |
| 92 | OB   | Lindsay Rose             |
| 93 | PO   | Magomed-Shapi Suleymanov |
| 99 | PO   | Clayton Diandy           |

## Sztab Szkoleniowy
- Trener: Marinos Uzunidis
- Asystent: -

## Sukcesy
- 3 razy mistrz Grecji: 1928, 1932, 1946
- wicemistrz Grecji: 1980
- zdobywca Pucharu Grecji: 1970
- 9 razy finalista Pucharu Grecji: 1932, 1933, 1940, 1950, 2003, 2005, 2008, 2010, 2024

## Strony klubowe
- Strona oficjalna piłkarzy Árisu. arisfc.gr. [zarchiwizowane z tego adresu (2006-08-12)].
- Strona oficjalna koszykarzy Árisu
- Strona oficjalna baseballistów Árisu. aris.baseballgreece.com. [zarchiwizowane z tego adresu (2009-02-05)].
- Strona oficjalna siatkarek Árisu. aris-volleywomen.gr. [zarchiwizowane z tego adresu (2006-04-22)].
- Strona oficjalna pływaków Árisu (wersja archiwalna)